# Cantone di Gaillon-Campagne
Il Cantone di Gaillon-Campagne era una divisione amministrativa dell'arrondissement di Les Andelys.
A seguito della riforma approvata con decreto del 25 febbraio 2014, che ha avuto attuazione dopo le elezioni dipartimentali del 2015, è stato soppresso.

## Composizione
Comprendeva i comuni di
- Ailly
- Autheuil-Authouillet
- Bernières-sur-Seine
- Cailly-sur-Eure
- Champenard
- La Croix-Saint-Leufroy
- Écardenville-sur-Eure
- Fontaine-Bellenger
- Fontaine-Heudebourg
- Heudreville-sur-Eure
- Saint-Aubin-sur-Gaillon
- Sainte-Barbe-sur-Gaillon
- Saint-Étienne-sous-Bailleul
- Saint-Julien-de-la-Liègue
- Saint-Pierre-de-Bailleul
- Saint-Pierre-la-Garenne
- Tosny
- Venables
- Vieux-Villez
- Villers-sur-le-Roule